# Peire Vidal

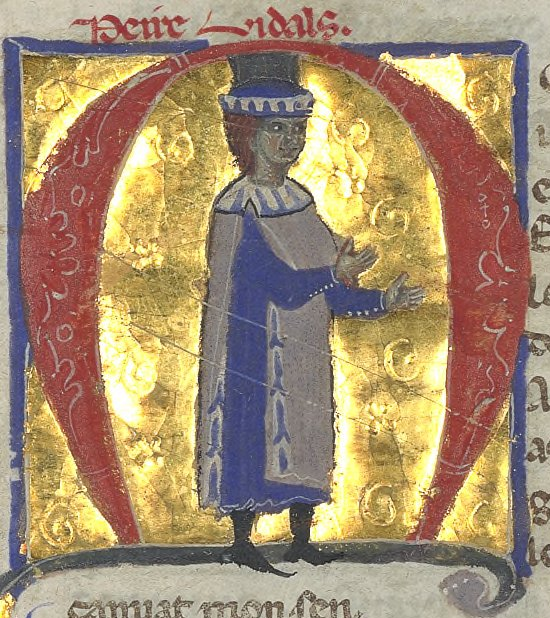
Peire Vidal (jego imię napisane jest na górze) przedstawiony w XIII-wiecznej chansonnier

Peire Vidal (ur. 1175, zm. 1205) – trubadur. Według jego vida syn kuśnierza i największy spośród śpiewaków.
Peire rozpoczął karierę trubadura na dworze Rajmunda V z Tuluzy, był także związany z królem Alfonsem II Aragońskim i Bonifacym z Montferratu. Być może wziął udział w Trzeciej krucjacie.
Pięćdziesiąt pięć jego pieśni zachowało się do dziś. Dwanaście z nich posiada oryginalną melodię i świadczy o tym, że jego sława była w pełni zasłużona. Opisywany był także jako złośliwy plotkarz.